# Marcy Borders
Marcy Borders (19. července 1973 Bayonne – 24. srpna 2015 Paterson) byla americká úřednice, která pracovala pro Bank of America na její pobočce ve Světovém obchodním centru. Přežila kolaps Světového obchodního centra po teroristických útocích 11. září 2001.
Stala se známou kvůli ikonické fotografii na níž jí zachytil fotograf Stan Honda. Na fotografii je zachycena kompletně pokrytá prachem po pádu budovy. Snímek se stal natolik známým, že se Marcy začalo přezdívat „The Dust Lady“ (v překladu: „prašná dáma“).

## Život po 11. září
Pocházela z Bayonne v New Jersey. V době útoku jí bylo 28 let a pracovala v 81. patře v severní věži Světového obchodního centra. Sdělila, že se z traumatu z útoku nikdy nevzpamatovala. Její deprese vedly k rozchodu s partnerem, ztrátě opatrovnictví jejích dětí a závislosti na alkoholu a drogách. Uvedla, že klíčovou událostí pro její uzdravení a návrat ke střízlivosti bylo, když se dozvěděla o smrti Usámy bin Ládina. Uchovala si oblečení, které měla na sobě na ikonické fotografii.
Snímek, který Honda pořídil, se stal ikonickým. Byl připomenut v mnoha retrospektivních článcích o útocích z 11. září 2001. Deník Daily Telegraph ji vybral jako jednu z přeživších, které profiloval při příležitosti desátého výročí útoku. Marcy Borders byla pozvána, aby strávila desáté výročí 11. září na vzpomínkové akci v Německu.
V srpnu 2014 jí byla diagnostikována rakovina žaludku. Důsledkem rakoviny byl dluh ve výši 190 000 dolarů. Borders tvrdila, že její rakovinu vyvolal toxický prach, kterému byla vystavena při zřícení Světového obchodního centra, přičemž jednou prohlásila: „Rozhodně tomu věřím, protože jsem neměla žádné nemoci. Nemám vysoký krevní tlak, vysoký cholesterol ani cukrovku.“
Zemřela 24. srpna 2015 v důsledku rakoviny.